# Révolution d'Orloff
Guerre russo-turque de 1768-1774
Batailles
- Aspindza
- Nauplie (en)
- Orloff
- Tchesmé
- Larga
- Kagul
- Beyrouth (en)
- Patras
- Kozludzha (en)
- Kertch

La révolution d'Orloff ou expédition des frères Orloff (grec moderne : Ορλωφικά, événements d'Orloff, russe : Пелопоннесское восстание, révolte du Péloponnèse) est un épisode de la guerre russo-turque qui opposa la Russie de Catherine II et l'Empire ottoman entre 1768 et 1774. Cet épisode révolutionnaire se déroula en Grèce, principalement dans le sud du Péloponnèse à partir du Magne et en mer Égée, dans les Cyclades. Elle est considérée comme un des prémices de la guerre d'indépendance grecque.

## LeXanthon Genos

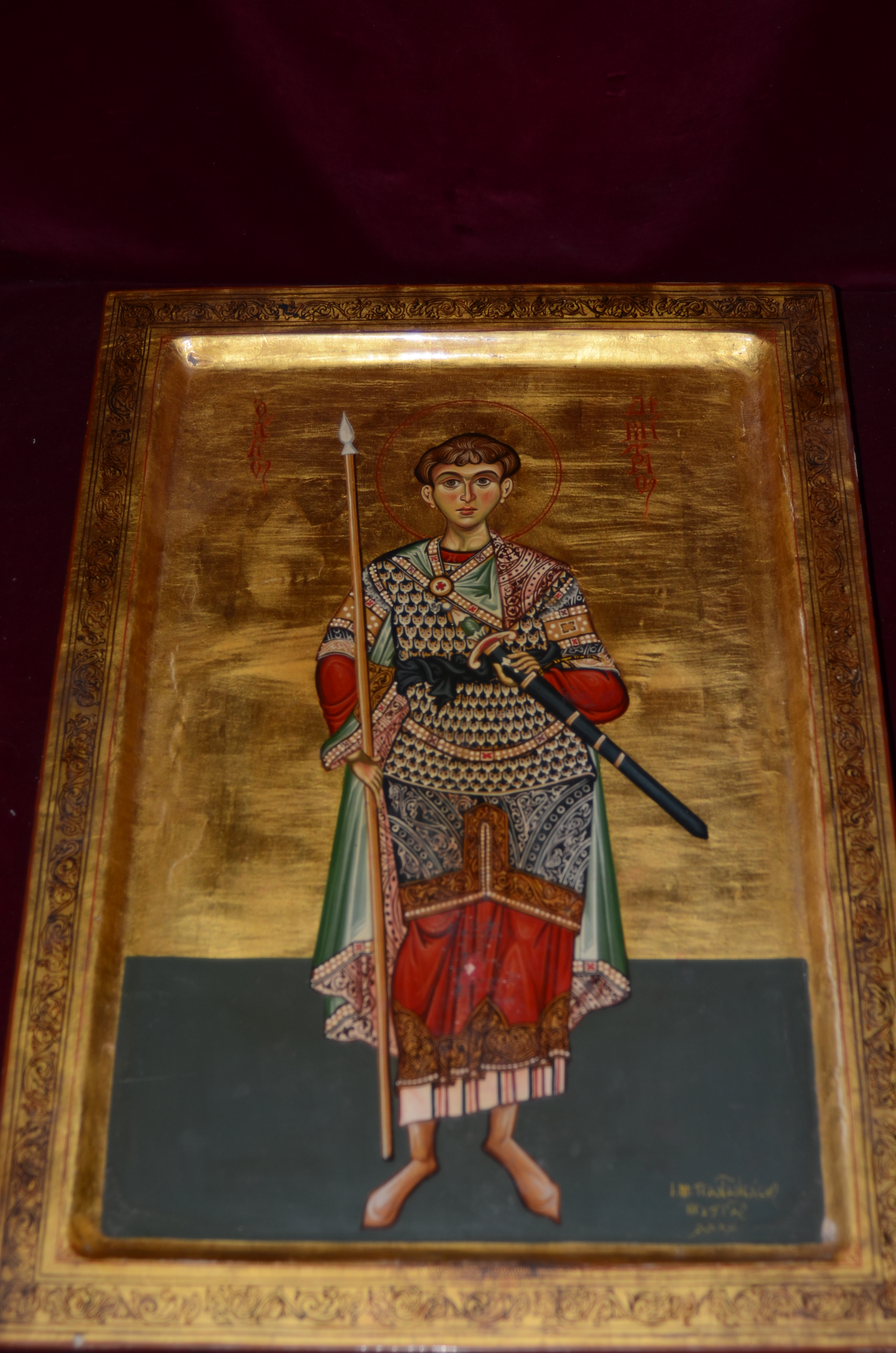
Icône de Mistra

Un certain nombre de légendes populaires à propos de la libération des Grecs et de la reconquête de Constantinople couraient aux XVIIe et XVIIIe siècles.
Elles faisaient intervenir « Dieu et ses Saints guerriers » aux côtés des soldats grecs. Saint Georges et l'archange saint Michel principalement, précédés du prophète Élie sur son char de feu, les mèneraient à la victoire. La foudre frapperait les Ottomans ; les montagnes les écraseraient. le présage annonce également le retour du dernier Basileus, Constantin XI Paléologue, lors de l'arrivée à proximité de sa capitale des troupes chrétiennes. En effet, une autre légende racontait que lors de la prise de la ville, alors qu'il allait être tué par un Ottoman, il fut enlevé par les anges et transporté dans une caverne près de la Chrysoporta, la « Porte d'Or », une des nombreuses portes de la ville. Là, transformé en marbre, il attendrait le jour où les anges viendraient le délivrer. Le Marmaromenos Vassilias, l'« empereur de marbre », une fois réveillé, prendrait la tête du combat et chasserait les Ottomans de Constantinople. Il les poursuivrait ensuite pour les renvoyer définitivement à Kokkini Milia (le « Pommier Rouge »), le lieu mythique d'Asie centrale d'où ils seraient partis. Les guerriers grecs seraient aussi accompagnés dans ce combat d'un xanthon genos, d'un peuple de libérateurs blonds venus du Nord. C'est pour cela que les Grecs ont toujours cru que les Russes, seuls orthodoxes à n'être pas soumis ou vassaux des Ottomans, viendraient les aider à recouvrer leur liberté.
Une autre légende concernait une prophétie de Léon VI le Sage. Il aurait annoncé que Constantinople serait libérée 320 ans après avoir été conquise, soit en 1773.
La Russie qui cherchait un débouché sur une mer tempérée affrontait régulièrement l'Empire ottoman pour atteindre d'abord la mer Noire, voire la Méditerranée. Elle sut utiliser ces légendes grecques. Ainsi, Catherine II avait prénommé son petit-fils, qui devait lui succéder, Constantin. Elle avait également planifié l'avenir de toute la région dans son projet grec, prévoyant notamment la restauration de l'Empire byzantin. Aussi, lorsque les Russes attaquèrent les Ottomans en 1769, il sembla à certains Grecs évident que les légendes allaient devenir réalité et que les prophéties allaient se réaliser.

## Les combats
En janvier 1769, les différends entre Russes et Ottomans autour de leurs ambitions respectives en Pologne amenèrent une guerre entre les deux empires.
Le comte Grégory Orloff, alors le favori de la Tsarine, avait noué des contacts avec des Grecs, principalement Gregori Papadopoulos, originaire de Thessalie. Papadopoulos avait rencontré à Kalamata un chef de guerre maniote de la famille Mavromichalis et des primats, des évêques et des klephtes. Il rapportait au comte Orloff une promesse écrite et signée d'un soulèvement de 100 000 Grecs si une escadre russe, apportant des armes, paraissait en Égée.
En septembre 1769, une flotte de sept vaisseaux de ligne, quatre frégates et des bâtiments de transport quittait Saint-Pétersbourg. Cette flotte était commandée par deux frères du comte Orlov : Fiodor et Alexeï. Elle se divisa en deux au niveau de Malte, Féodor allant chercher dans l'île l'aide des chevaliers de l'ordre de Malte, qui lui fut refusée. Alexis mouilla dans la baie de Coron et mit le siège à la ville. Les Grecs furent déçus de voir que les forces russes se limitaient à 800 hommes. Cependant, Mavromichalis souleva le Magne et Benáki la plaine de Kalamata. Les Ottomans se réfugièrent d'abord dans leurs places-fortes du Péloponnèse : Nauplie, Corinthe et Tripolizza.
Alexeï Orlov organisa deux troupes gréco-russes appelées légion occidentale de Sparte et légion orientale de Sparte. La première se dirigea vers l'Arcadie et Tripolizza et l'autre vers Mistra, qui fut conquise. Les Ottomans survivants et leur famille obtinrent le libre-passage. Une sorte de gouvernement provisoire fut installé à Mistra. Le siège de Coron ne donnant rien, la flotte russe alla s'abriter dans la baie de Navarin.

Carte du conflit. Vert : opérations conjointes des Russes et des Grecs insurgés. Bleu : forteresses et opérations des Grecs insurgés. Rouge : opérations des Turcs et des Albanais et principaux ravages

Plus au nord, Missolonghi et Patras s'étaient révoltées. La contre-attaque ottomane commença par ces villes. 15 000 Albanais musulmans furent utilisés par la Porte. Patras fut prise et incendiée. Tous les hommes en âge de porter les armes furent égorgés. À Tripolizza, des Grecs furent massacrés. Les troupes ottomanes rallièrent Coron, puis Modon, assiégée par les Russes, qui y laissèrent leur artillerie. Elle marchèrent ensuite sur le Magne. Mavromichalis et 400 Maniotes les rencontrèrent au défilé de Nysie, au sud-ouest de la plaine de Messénie. Cette bataille est considérée par les philhellènes comme les Thermopyles de cette insurrection.
Le siège fut mis à Navarin. Alexeï Orlov fut évacué en mai 1770 par la seconde partie de l'escadre russe venue à son secours.
La flotte ottomane chercha à éviter l'affrontement avec la flotte russe. Elle se réfugia d'abord à Nauplie, puis entre Chios et la côte d'Asie mineure, en face de Tchesmé. L'affrontement eut lieu là le 7 juillet 1770. La défaite ottomane fut totale, un seul navire ne fut pas coulé : il fut capturé. Les autres furent tous détruits, principalement grâce aux brûlots. La flotte russe alla parader devant Constantinople puis mit le siège à Lemnos. Il dura trois mois, puis les renforts ottomans obligèrent Alexis Orloff à évacuer.
La flotte russe alla hiverner dans la baie de Naoussa, au nord de l'île de Páros, dans les Cyclades. Touchée par une épidémie à l'été 1771, elle évacua la Grèce, abandonnant ses alliés.

## Les conséquences en Grèce

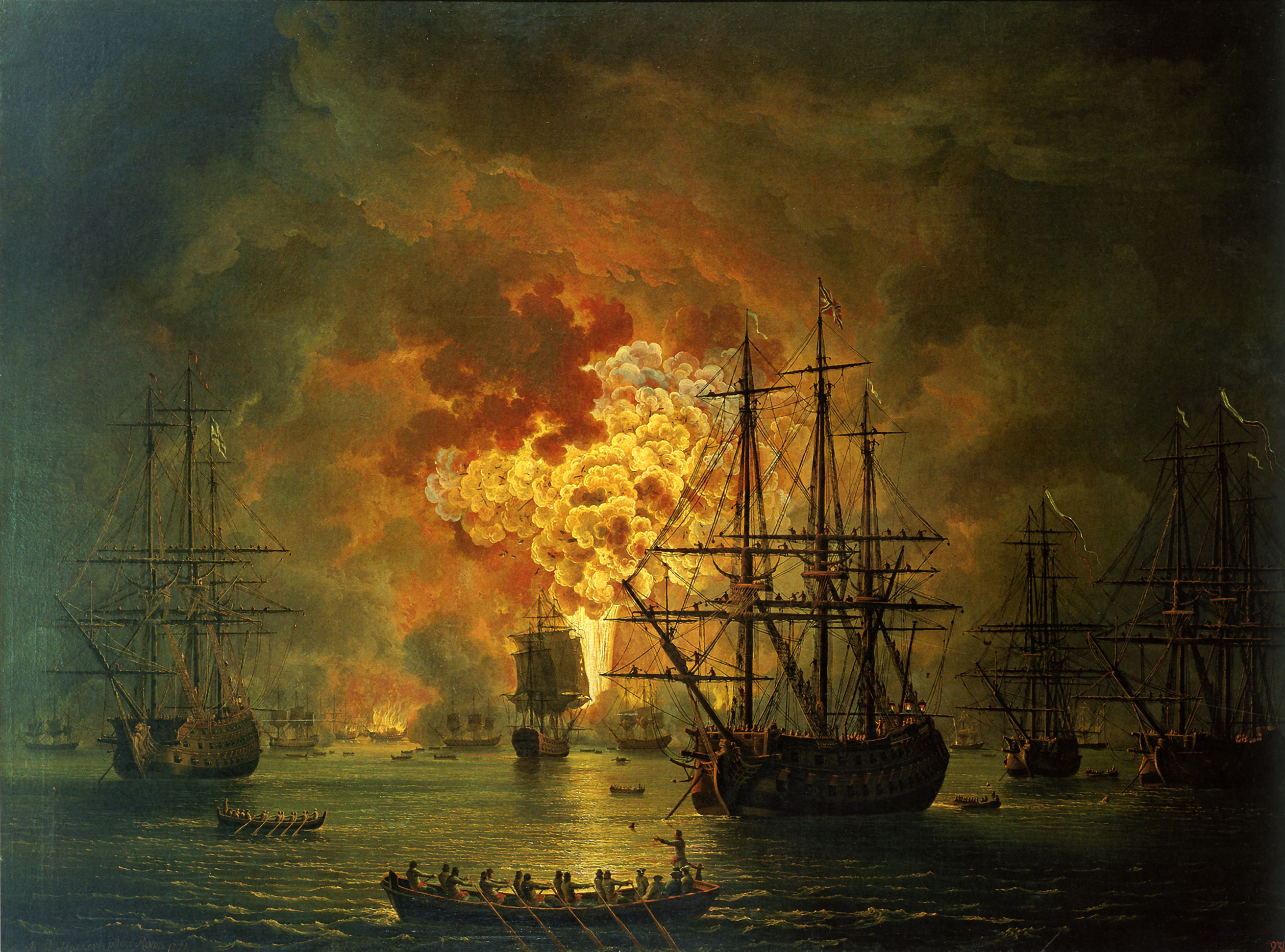
La destruction de la flotte turque durant la bataille de Tchesmé (1771), de Jakob Philipp Hackert, Saint-Pétersbourg, musée de l'Ermitage.

Pour la Russie, l'expédition et la guerre eurent un résultat favorable, avec le traité de Koutchouk-Kaïnardji qui lui donna de nombreux avantages dans le Levant.
Le résultat fut plus mitigé pour les Grecs. Les récits des exactions vengeresses des Ottomans sont nombreuses : massacres, pillages, destructions des récoltes, arrachages des oliviers. Les mercenaires albanais, au lieu de repartir, décidèrent de rester sur place dans le Péloponnèse, dévastant le pays, si bien que les autorités ottomanes durent envoyer de nouvelles armées contre eux, et ne purent en venir à bout qu'après plusieurs campagnes.
François Pouqueville, dans son Histoire de la régénération des Grecs en 1824 parlait de « traite des Blancs » qui dura huit ans et « dépeupla le Péloponnèse ». Il en est de même dans l’Itinéraire de Paris à Jérusalem de Chateaubriand.
Cependant, les excès ottomans suscitèrent la fuite de nombreux Grecs. Cette émigration devint une diaspora qui entra en contact avec les idées nouvelles des Lumières et transforma l'idéologie nationale grecque. Cela déboucha sur la création de la Philiki Etairia puis la guerre d'indépendance grecque. Les îles furent comparativement épargnées par la vindicte ottomane et leur commerce, passé sous pavillon russe grâce au traité de Koutchouk-Kaïnardji, devint florissant. Les fortunes d'Hydra ou Psará trouvèrent là leur origine. La flotte et la richesse de ces îles furent déterminantes lors de la guerre d'indépendance grecque. La région du Magne obtint un statut de quasi-autonomie.